# William Standish Knowles
William Standish Knowles (Taunton, 1 de junho de 1917 — 13 de junho de 2012) foi um químico estadunidense.
Conjuntamente com Ryōji Noyori e Barry Sharpless, foi agraciado com o Nobel de Química de 2001 pelo seu trabalho sobre as reações de hidrogenação catalisadas por quiralidade.

## Prêmio Nobel
Compartilhou metade do Prêmio Nobel de Química em 2001 com Ryōji Noyori por "seu trabalho em reações de hidrogenação catalisadas por quirais". A outra metade do prêmio foi concedida a K. Barry Sharpless pelo desenvolvimento de uma série de oxidações assimétricas catalíticas. Knowles desenvolveu um dos primeiros catalisadores de hidrogenação assimétricos ao substituir os ligantes de trifenilfosfina aquiral no catalisador de Wilkinson por ligantes de fosfina quirais. Este catalisador experimental foi eficaz para a síntese enantiosseletiva, alcançando um modesto excesso enantiomérico de 15%.
Knowles também foi o primeiro a aplicar a catálise enantiosseletiva de metal à síntese em escala industrial; enquanto trabalhava para a Monsanto Company, ele desenvolveu uma etapa de hidrogenação enantiosseletiva para a produção de L-DOPA, utilizando o ligante DIPAMP.

Síntese de L-DOPA por meio de hidrogenação com C_{2} difosfina -symmetric